# Philomena Colatrella
Philomena Colatrella, bürgerlich Filomena Colatrella Scolamiero (* 1968 in Luzern), ist eine Schweizer Versicherungsmanagerin.

## Leben
Colatrella wuchs im Kanton Luzern auf. Ihre Eltern stammen aus der süditalienischen Provinz Avellino. Colatrella studierte an der Universität Freiburg Rechtswissenschaften und besitzt das Anwaltspatent des Kantons Luzern.
Seit 1999 arbeitet sie für die Krankenversicherung CSS, wurde 2012 Generalsekretärin und Mitglied der Konzernleitung, 2014 stellvertretende CEO und per 1. September 2016 Geschäftsführerin und Vorsitzende der Konzernleitung. Sie war die erste Frau im Vorstand des Schweizerischen Versicherungsverbands. 2017 war sie mit einem Gehalt von über 743'000 Franken die am höchsten verdienende Person an der Spitze einer Krankenkasse.
Colatrella ist mit einem Architekten verheiratet und wohnt in Luzern. Sie ist schweizerisch-italienische Doppelbürgerin.